# Goera kirilagoda
Goera kirilagoda is een schietmot uit de familie Goeridae. De soort komt voor in het Oriëntaals gebied.